# Йенсен, Биргер
Би́ргер Куи́сторфф Йе́нсен (дат. Birger Quistorff Jensen; 1 марта 1951, Копенгаген — 4 апреля 2023, Брюгге, Фламандский регион) — датский футболист, играл на позиции вратаря.

## Биография

### Игровая карьера
Йенсен начинал карьеру в клубе «Б-1903», в котором отыграл три сезона.
Затем он перешёл в бельгийский «Брюгге», в котором прошла его основная карьера, которая насчитывала 14 сезонов. В составе «Брюгге» он стал основным вратарём и выиграл с этой командой ряд национальных титулов, среди которых 5 чемпионских титулов, 2 Кубка Бельгии и 2 Суперкубка страны.
Затем он играл менее чем один сезон в клубах «Льерс» и «Валвейк», а завершил карьеру в любительском клубе «Варсенаре».
За сборную Дании сыграл 19 матчей.

### Смерть
Скончался 4 апреля 2023 года в Брюгге в возрасте 72 лет.

## Статистика

### Матчи Йенсена за сборную Дании
| Матчи Йенсена за сборную Дании | Матчи Йенсена за сборную Дании | Матчи Йенсена за сборную Дании | Матчи Йенсена за сборную Дании | Матчи Йенсена за сборную Дании | Матчи Йенсена за сборную Дании      |
| ------------------------------ | ------------------------------ | ------------------------------ | ------------------------------ | ------------------------------ | ----------------------------------- |
| №                              | Дата                           | Соперник                       | Счёт                           | Пропущено голов                | Соревнование                        |
| 1                              | 23 сентября 1973               | Норвегия                       | 1:0                            | —                              | Чемпионат Северной Европы 1972—1977 |
| 2                              | 13 октября 1973                | Венгрия                        | 2:2                            | 2                              | Товарищеский матч                   |
| 3                              | 21 ноября 1973                 | Франция                        | 0:3                            | 3                              | Товарищеский матч                   |
| 4                              | 6 марта 1974                   | Того                           | 2:0                            | —                              | Товарищеский матч                   |
| 5                              | 10 марта 1974                  | Дагомея                        | 0:2                            | 2                              | Товарищеский матч                   |
| 6                              | 3 июня 1974                    | Швеция                         | 0:2                            | 2                              | Чемпионат Северной Европы 1972—1977 |
| 7                              | 3 сентября 1975                | Шотландия                      | 0:1                            | 1                              | Чемпионат Европы 1976 (отбор)       |
| 8                              | 25 сентября 1975               | Швеция                         | 0:0                            | —                              | Чемпионат Северной Европы 1972—1977 |
| 9                              | 17 ноября 1976                 | Португалия                     | 0:1                            | 1                              | Чемпионат мира 1978 (отбор)         |
| 10                             | 1 мая 1977                     | Польша                         | 1:2                            | 2                              | Чемпионат мира 1978 (отбор)         |
| 11                             | 1 июня 1977                    | Норвегия                       | 2:0                            | —                              | Товарищеский матч                   |
| 12                             | 15 июня 1977                   | Швеция                         | 2:1                            | 1                              | Чемпионат Северной Европы 1972—1977 |
| 13                             | 24 мая 1978                    | Ирландия                       | 3:3                            | 3                              | Чемпионат Европы 1980 (отбор)       |
| 14                             | 31 мая 1978                    | Норвегия                       | 2:1                            | 1                              | Чемпионат Северной Европы 1978—1980 |
| 15                             | 20 сентября 1978               | Англия                         | 3:4                            | 4                              | Чемпионат Европы 1980 (отбор)       |
| 16                             | 9 мая 1979                     | Швеция                         | 2:2                            | 2                              | Товарищеский матч                   |
| 17                             | 12 сентября 1979               | Англия                         | 0:1                            | 1                              | Чемпионат Европы 1980 (отбор)       |
| 18                             | 26 сентября 1979               | Финляндия                      | 1:0                            | —                              | Чемпионат Северной Европы 1978—1980 |
| 19                             | 14 ноября 1979                 | Испания                        | 3:1                            | 1                              | Товарищеский матч                   |

Итого: 19 матчей / пропущено 26 голов; 7 побед, 4 ничьи, 8 поражений.

## Достижения
«Брюгге»
- Чемпион Бельгии (5) : 1975/76, 1976/77, 1977/78, 1979/80, 1987/88
- Обладатель Кубка Бельгии (2) : 1976/77, 1985/86
- ОбладательСуперкубка Бельгии (2) : 1980, 1986